# Teldec
Teldec (Telefunken-Decca Schallplatten GmbH) fue una compañía discográfica alemana con sede en Hamburgo, especializada en música clásica. Fue fundada en 1950. En la actualidad es propiedad de Warner Music Group.

## Historia
La compañía fue creada en 1950 como una cooperación entre Telefunken perteneciente a AEG y la rama alemana de Decca Records. De hecho, el nombre es el resultado de tomar las primeras tres letras de ambas compañías: TELefunken y DECca. La firma fue un gran productor alemán de discos de shellac primero y más tarde de vinilo. La fábrica de manufactura se encontraba en Nortorf cerca de Kiel en Alemania. Entre 1950 y 1980 la compañía casi nunca utilizó "TELDEC" para los lanzamientos comerciales; en su mayoría se lanzaron bajo el sello Telefunken o Decca. Hasta 1970 sólo hay unos pocos ejemplos en los que se utilizó "TELDEC" como marca en etiquetas o carátulas. Pero las empresas que concedían licencias en el extranjero (por ejemplo, la sueca Grammofon AB Electra) a menudo acortaban el largo nombre de la empresa a  "TELDEC". En 1983 Telefunken y Decca disolvieron su acuerdo en la producción de vinilos y vendieron la firma a Time Warner. En 1997 se cerró el resto de la producción de discos compactos en Nortorf, pero continuó produciendo con la empresa OK-media hasta ahora. En 2001, después de la fusión de AOL & Time Warner, Teldec cerró.